# فيرينك توما
فيرينك توما (بالمجرية: Toma Ferenc)‏ هو مصارع هاوي مجري، ولد في 22 مارس 1949، وتوفي في 14 ديسمبر 2011.

## وصلات خارجية
- فيرينك توما على موقع قاعدة بيانات المصارعة الدولية (الإنجليزية)
- فيرينك توما على موقع أوليمبيديا (الإنجليزية)
- فيرينك توما على موقع اللجنة الأولمبية المجرية (الهنغارية)